# ハケンアニメ!
『ハケンアニメ!』は、辻村深月による日本の小説。同じクールで制作された多くのアニメの中で、一番成功したものに贈られる言葉「覇権」を取ろうと働く、アニメ制作現場を舞台とする。連載時から挿絵はCLAMPが担当。2015年（平成27年）に第12回本屋大賞で3位受賞。
2019年（令和元年）に舞台化、2022年（令和4年）に実写映画化、2023年（令和5年）に漫画化されている。

## 概要
女性週刊誌『an・an』に2012年（令和4年）10月の1830号から2014年（平成26年）8月の1917号に連載され、同年8月に単行本が出版された。2017年（平成26年）には文庫本も刊行された。愛ゆえにアニメ業界に入るも、愛だけでは仕事ができないという現実に直面したときの登場人物の苦悩は、働いた経験がある者なら誰しも身につまされ、それゆえ仕事に誇りを持ち困難を克服するヒロインたちが輝いて見える内容となっている。目標に向け必死に働き、たくましく成長する魅力的なキャラクターが多く登場し、読み終わるとポジティブな明るい気持ちになれる、働く若い女性を応援するような爽快な小説で、作品を生み出す監督、監督の理想を実現しようと奮闘するアニメーター、プロデューサー、声優のほか、様々な立場での仕事の内容とその難しさ、プライド、各々が持つこだわりが鮮やかに描かれ、辻村作品の中でもエンターテインメント性が高い。
そのタイトルから、派遣社員としてアニメ業界に関わる人たちの物語だと勘違いする者もいる。
辻村に『an・an』から小説の連載依頼があり、『an・an』の読者に合ったものをと考え仕事と恋愛のどちらか思案し、まだ本格的なお仕事小説を書いたことがなく、大好きなアニメ業界に着目した作品なら取材が楽しいと決断。監督と声優以外の仕事を知るところから始め、当時の担当編集者が昔仕事で関わったことのあるプロダクション・アイジーのプロデューサーに、何をするのかを取材するうち、プロデューサーにも制作進行の担当者、映像メーカー、宣伝担当、放送局側のプロデューサーと、様々な役割があると知り、取材対象から次の取材対象を紹介してもらう形で次々と取材していく。取材すると、自分がやりたいことを人にお願いしたり理解してもらわないと、次に進まない仕事だと複数の監督が口にしており、集団でのものづくりを大きな軸としつつ、作品ごとに別のチームになり、出会いと別れを繰り返すという関係性に着目した物語にしようと心に決める。加えて、小説は1人で書くものだからこそ、集団作業であるアニメ作りの現場を書いてみたいという気持ちも辻村にあった。アニメ好きでもある原作者の辻村は、小説を執筆するにあたりアニメ監督の幾原邦彦と松本理恵、アニメーター・長谷川ひとみ、東映アニメーションの関弘美と柴田宏明、プロダクション・アイジーの森下勝司と松下慶子、アニプレックスの高橋祐馬と南成江と鈴木健太、東宝・川村元気、毎日放送・前田俊博、ADKホールディングス・高橋知子、湘南藤沢フィルム・コミッション・福島洋二郎、秩父アニメツーリズム実行委員会事務局・中島学、グッドスマイルカンパニー、月刊ニュータイプ編集部に取材を行う。また、小説を執筆するにあたり、当時流行っていた覇権という言葉を誰が使い始めた言葉なのか、様々な者に取材をしていくうちに、おそらくアニプレックスの高橋だろうということで、仁義を切りに行ったところ、何が聞きたいのかを謙虚に対応してもらい感動したと、辻村は語っている。本作について辻村は「アニメ制作現場における話を伺いながら、著者の想像を多分に混ぜ込んだフィクションで、現実のアニメ制作との相違点、誤りがある場合、それらは全て著者の不徳と不勉強のいたすところであり、その責任は著者にある」とコメントし、本作の文庫版における、アニメ監督・新房昭之との対談では「アニメの制作現場をつぶさに書いていく作品ではないので、現場の方からすると至らないところもたくさんある」とコメントしている。作中で王子監督が創作に苦み語る「辛くても、齧りつくようにやるしかないんだよ」という台詞は、ものづくりに対する辻村自身の心中が、かなり反映されている。
『an・an』連載時のカラーでの挿絵、単行本化の際の描き下ろしカバーイラストは、辻村が10代の頃から好きだった漫画の『聖伝-RG VEDA-』や『東京BABYLON』の作者で、辻村が大きな影響を受けた創作集団・CLAMPが担当。単行本のカバーイラストには、CLAMPが描いたメインの女性3人の絵がデザインされ、帯には俳優・神木隆之介と書評家・豊崎由美の推薦文を掲載。後に、表紙カバーと同じ丈の帯に、推薦文と雑誌連載時に掲載されたCLAMPによる挿絵がデザインされたうえ、帯裏には短編小説「九年前のクリスマス」が印刷されている、さながら2重カバー同様の単行本も2種類刊行され、サンタクロース風の衣装を着た斎藤瞳を中心に9年前のメイン3人が描かれ「6万部突破」と銘打たれたバージョンと、有科香屋子が「光のヨスガ」に登場する少女2人に挟まれた構図で描かれ「10万部突破」と銘打たれたバージョンが刊行された。後に刊行された文庫版には、派生作品「執事とかぐや姫」と、アニメ監督・新房昭之との対談を巻末に収録。単行本と同じカバーイラストで刊行され、帯には声優の花澤香菜、小林ゆう、雨宮天が応援コメントを寄せた。文庫版は映画化に伴い、主要人物4人の全身像を主体とした映画版メインビジュアルと、登場人物のバストアップを主体とした映画版メインビジュアルのカバーイラスト2種類で刊行され、TSUTAYAでは劇中アニメである「サウンドバック 奏の石」こと略称「サバク」のポスタービジュアル、「運命戦線リデルライト」こと略称「リデル」のポスタービジュアルのカバーイラスト2種類も発売。未来屋書店では、原作本を購入した者に先着で、劇中アニメの「サバク」と「リデル」のポスタービジュアル入りポストカード2種類のいずれかをプレゼントする企画も実施。

## あらすじ
各章とも、プロデューサーの香屋子、新人監督の瞳、アニメーターの和奈と、仕事に誇りを持つ女性が主人公で、アニメ業界を舞台に男女1組ずつで三者三様の視点で話が展開し、2つのアニメ番組の覇権をめぐり苦悩しながら、プロデューサー、監督、アニメーター、声優など、さまざまな立場の業界人のみならず、物語の舞台まで巻き込み最終章に向かって事情が絡み合っていく、オムニバス形式の群像劇となっている。

### 第一章 王子と猛獣使い
王子こと王子千晴監督と、猛獣使いこと有科香屋子プロデューサーの章。「あなたと仕事がしたい」と王子を口説き落とした香屋子は、魔法少女ものを得意とする王子と組み、自らの魂の力で変形するバイク「リデルライト」を6歳の少女たちが駆り1年に1回のバトルレースに挑み、1話ごとに1歳ずつ歳を重ねる内容の魔法少女アニメ「運命戦線リデルライト」こと略称「リデル」をニコニコ動画の生放送で発表するが、声優にも主題歌にも徹底的にこだわる王子は、4話目からの脚本ができないと悩んだ挙句、ある事態を引き起こすが・・・

### 第二章 女王様と風見鶏
女王様こと斎藤瞳監督と、風見鶏こと行城理プロデューサーの章。「トウケイ動画」の瞳は、4月4日木曜日深夜0時55分から1クール放送される深夜アニメの「リデル」に対し、4月6日から6月下旬まで土曜日夕方4時枠で子供たちの人気も獲得しようと、奏（）と呼ばれる石に音を吹き入れることで、12話すべて違う形に変わるロボット「サウンドバック」に少年たちが搭乗して操るという、メカニックデザイナーによるところが大きいロボットアニメ「サウンドバック 奏の石」こと略称「サバク」の制作を、あちこちにいい顔をして美味しいところを持っていくかのような行城と共に進める。瞳は、アイドル声優5人の扱いに悩んだり、放送を優先させる間に想像以上にクオリティーの低い「サバク」の原画が、大手アニメ月刊誌「アニメゾン」6月号の表紙用として渡っていることが発覚したりと、様々な困難が立ちはだかり・・・

### 第三章 軍隊アリと公務員
軍隊アリことアニメーター・並澤和奈と、公務員こと新潟県選永（）市観光課・宗森周平の章。新潟県選永市にあり、香屋子と瞳がそれぞれ所属する両方の会社からの仕事を手掛けるアニメ原画スタジオ「ファインガーデン」所属の和奈は、イケメンであるフィギュア会社員・逢里から大ファンだと言われ休暇を取り東京で会うも、同僚の美女と会話する逢里の反応から、恋愛対象として見られていないと悟り落ち込んでいる最中、行城から急な原画の依頼があり承諾。「トウケイ動画」から頼まれ、「サバク」の聖地巡礼を観光の切り札にしたい選永市観光課の宗森を手伝うことになった和奈は、2人で選永市中を回り試行錯誤し続け・・・

### 最終章 この世はサーカス
3組の登場人物は縁により選永市に集うが、3組の登場人物たちによる選択の結果と、その後は・・・

## 登場人物

### リデルライト関係者
有科香屋子（）
第1章「王子と猛獣使い」の主人公。大学卒業後、中堅アニメ制作会社「スタジオえっじ」に就職し、制作進行を経て現在はチーフプロデューサーを務める35歳の女性。容姿端麗で身長は170cm近くある。気遣いができ優しい雰囲気で、時にはスタッフらに手作りのおにぎりや唐揚げ等を振る舞う。「彼女が行くと確実に原画があがる」と、制作進行時代から評価されている。恋愛には、とことん疎い。27歳のとき、自分より3歳年下の王子千晴監督が手掛けた「光のヨスガ」を見て衝撃を受ける。毎週水曜日夕方6時半放送の「光のヨスガ」は、魔法少女ものでありつつその作風から大人の女性から支持され、日本における地上波アニメの歴史を10年進めたと言われた大ヒット作だった。「光のヨスガ」放映時、すでに業界で働いていた香屋子は、専門用語に通じ、技術にさえ詳しくなっていた。そのため、作品に対する感動は言語化できる頭でっかちなものとなっていたが、そんな折、無条件に良いと思える「ヨスガ」に出会えたことで、いつか王子千晴と仕事をしたいと決意を新たにする。そして、一緒に仕事をすることが目標だった王子を口説き落とし「運命戦線リデルライト」こと略称「リデル」を企画する。実際のバイクメーカー・HITANOのデザイナーがバイクのメカデザインを行う程の企画「リデル」において、時に発破をかけつつ王子を守るために尽力する。「リデル」の公式Twitterも担当。短編「次の現場へ」にも登場。
映画では36歳。
原作者の辻村は、アニメの制作進行には女性も多いことを取材中に聞き、「次は制作進行寄りのプロデューサーを」と頼み、取材の2回目に紹介してもらった松下慶子と会い、松下のようなプロデューサー目線で小説の第1章を執筆しようと決め誕生した
王子千晴（）
24歳で放ったのデビュー作「光のヨスガ」が脚光を浴びた、天才アニメ監督。その後、スランプに陥り再浮上できずにいた。32歳、身長160cm弱の男。容姿端麗。天才故に奇抜な言動で周囲を振り回すことが多いが、人一倍熱いアニメへの想いを胸に秘めており、アニメが現実を生き抜く力の一部になれると信じている。香屋子に説得され、9年ぶりとなる新作「リデル」で復活を図る。美術系の専門学校生だった頃は、一人でいくつか制作したアニメが高いクオリティーだと話題になったため、トウケイ動画に演出とし入社した際には既に注目された存在だった。
映画では28歳で、「光のヨスガ」を世に放ちデビューしたのは8年前になっている。アニメ文化そのものも伝統も愛するがゆえに、紙と鉛筆を用いたアナログな手法で作業し、自身の人柄が表れる生き生きした色使いが特徴的な人物として描かれている。
小説では、具体的な容姿など細部はあえて描写しないことで、読者それぞれが考えるイケメン像や天才像に落とし込んでもらい、自分のイメージしたとおりの姿で読んでもらいたいと考え、王子をあえて「イケメン」「天才」と強い言葉で書くだけに留めている。映画で「リデル」を監督した大塚隆史は「鮮烈にデビューした後、しばらく休んでいたというのは対外的な顔を気にしていたということ。天才を演じなきゃと思っていても、どこかで破綻する。他人は気にせず自分のやりたいようにやったほうがいいが、若さがそれを拒んでいるのか」と語り、原作者の辻村は「王子はいかに自分を天才と見せようかということに必死な人。本当は自分が天才ではなく秀才タイプだと分かっていて、だけど周囲の期待に応えないといけないと思い詰めてしまっている。天才肌では無く実は目茶苦茶考えている」と語っている。短編「次の現場へ」にも登場。
江藤（）
30代で「スタジオえっじ」を立ち上げた社長。電子掲示板で白豚呼ばわりされる体系の45歳、男。香屋子や王子を親の様に見守る。映画には未登場。
大宮（）
スタジオえっじの一員で、逢里らとのやりとり等を行う。
野島（）
スタジオえっじの一員で、とある出来事が起こった際、王子が住むマンションの部屋に踏み込む。
川島加奈美（）
スタジオえっじの制作進行。背は、香屋子より頭一つ分低い。真っ直ぐで直情的な性格。とある事情により大変な状態になった「リデル」の現場において影ながら奮闘し、機転を利かした。トウケイ動画でアニメーターをしていた過去を持つ。短編「次の現場へ」にも登場。
迫水孝昭（）
フリーランスのアニメーター。ボサボサの髪、痩せ型の猫背、牛乳瓶の底のような厚さの眼鏡が特徴の男。ぼくとつとした喋り方をする。香屋子に好意を持ちプロポーズしたが断られたことで、香屋子とは距離を置きつつ仕事をしている。几帳面な一面もある。映画には未登場。短編「次の現場へ」にも登場。
五條正臣（）
「リデル」のベテラン音響監督。40代前半。トウケイ動画の音響部で「ミスター・ストーン・バタフライ」こと略称「バタフライ」の現場において新人だった頃の王子と一緒に仕事をするなど、録音やミキサーとして働き、その後独立。王子から信頼され慕われている。短編「声と音の冒険」にも登場。
桂井（）
短編「声と音の冒険」に登場。「リデル」で五條のミキサー助手を行う若者。去年、専門学校を卒業。五條に王子との過去を尋ねる。短編「声と音の冒険」に登場。
香木原ユカ（）
「リデル」の主人公である充莉役の声優。オーディションで選ばれた。口元には八重歯が覗く。野々崎努が監督した「バタフライ」ではゲストキャラの少女であるコニカ役を務めた経験を持つ。短編「声と音の冒険」にも登場。
映画では、吾妻陽子（）という名前になっている。
田沼（）
「リデル」を放送するテレビ局のプロデューサー。アニメには疎い。
垣内（）
アニメのパッケージ販売を行う業界王手の会社であるアニマーケットの一員。「リデル」に仕事として関与。
チヨダ・コーキ
ライトノベルの人気作家。ファンである王子の希望により「リデル」の脚本を引き受けるが、ある事態になる。後に、チヨダの著作「V.T.R.」は、ある人物らによってアニメ映画化される事となる。映画には未登場。
黒木（）
代々社の一員でチヨダの担当者。眼鏡をかけている。作家を守るためなら、時には相手を手厳しく批判する事もいとわない。映画には未登場。
山尾（）
代々社の従業員で、スタジオえっじと「リデル」のムックやノベルの打ち合わせを行う。映画には未登場。
田口正行（）
映画版に登場。「リデル」の演出。39歳の男。王子の姿が見えない際には「また降りたのかって思った」と口にする性格だが、編集中に次の話が気になって仕方なくなる程、「リデル」に惚れ込んでいる。
星洋二（）
映画版に登場。テレビ局「tv shiki」こと「四季テレビ」の重役で、眼鏡をかけた45歳の男。メディア開発事業局の人間で、テレビ局のアニメ担当プロデューサーであり、運命戦線リデルライト制作局長でもある。中央の席に座り、不都合な事が起こった際には冷たい態度で接するが、上手くいくと一転して調子の良い事を口にしてご機嫌になる性格。

### サウンドバック関係者
映画版ではトウケイ動画の名前がある劇中スタッフが増えている。
斎藤瞳（）
第2章「女王様と風見鶏」の主人公。真面目を絵に描いたような新人アニメ監督。26歳、女。容姿端麗で眼鏡を掛けている。好物はミスタードーナツのポン・デ・リングとフレンチクルーラー。父が借金の保証人になり、子供時代はテレビを見ることも塾に通う余裕もなく金銭的に苦労して過ごし、公務員になろうとひたすら勉強してアルバイトをしながらの高校生活を経て奨学金で東京都内の有名私立大学に進学。野々崎勉監督が手掛けたロボットアニメ「ミスター・ストーン・バタフライ」劇場版を、大学2年生のときに友人から借り激しく衝撃を受け、母親を説得し業界最大手の「トウケイ動画」に就職。ライトノベルを原作とする学園もの「わたしが好きって言ってるのに、死にたいとかナイ」や「リデル」など人気作が放送される4月からの春のアニメにおいて「サウンドバック　奏の石」こと略称「サバク」で初監督を務める。過去には、トウケイ動画に入社してから30分アニメにおける各話での担当演出の仕事を経験した事で依頼された、トウケイ動画の子供向け正統派魔法少女ものテレビアニメである魔法少女シリーズ「太陽天使ピンクサーチ」の世界観をアクションゲーム化した「太陽天使ピンクサーチ in Game」において、オープニングとゲーム内アニメーションを制作し話題になった。子供の頃、両親と旅行した思い出の地である選永市をロケーション・ハンティングして「サバク」を制作。
映画では主役であり、年齢は28歳で、好物はエクレアとなっており、劇中では銀座コージーコーナーのイチゴ味エクレアも差し入れられた。国立大学を卒業して県庁で働いていたとき王子監督の「光のヨスガ」と出会い、見ている人に魔法をかけるような作品を作りたいと22歳の時に「トウケイ動画」に転職。「サバク」で王子を超えることに人生を懸ける。異業種からアニメ業界に転職した瞳は、セルアニメと3次元コンピュータグラフィックスを融合させる手法で、ペンタブレットを活用し隙間の時間でも絵コンテを進めていく
原作者の辻村は、「監督を肌感覚でやっており、本当の天才肌は瞳なんだろう」と語っている。
行城理（）
「トウケイ動画」の敏腕チーフプロデューサー。丁寧語で喋る35歳、男。スポンサー、宣伝、制作現場などの間に立ち、アニメのプロジェクトを総合的にビジネス面から統括。アニメ業界の綺麗事ではない部分も裏方として対応し、アニメを視聴者に届けることは簡単ではなく100の方法で届けて1届けば良い方という考えを持ち、作品をヒットさせるためには手段を選ばずグイグイ攻め、自分が悪者になろうとも作品を世に届ける、その宣伝方法に反感を持つスタッフも多いが、その食えない性格でヒット作を今まで何本も世に出しており、瞳に無理難題を吹っ掛けつつ寄り添う。「サバク」のオープニング主題歌は瞳が好きなロックバンドの新曲だが、このバンドが行城の友人でもある事から決定した。愛車はBMW。元客室乗務員で容姿端麗な妻がいる。
映画ではスーツ姿で勤務しているが、原作ではブランド物のポロシャツにジーンズというラフな普段着で勤務している。行城の妻は映画には未登場。
根岸（）
トウケイ動画所属で行城の上司にあたる先輩プロデューサー。男。瞳に社内で起きている人間関係を語る。
映画では根岸一彦（）であり、瞳を「瞳ちゃん」と呼び肩を叩く性格の39歳の男で、立場も制作デスクになっており、打ち合わせを仕切った際には、現状のまま変えず制作することを薦める性格になっている。
越谷（）
「サバク」の宣伝プロデューサー。調子の良い性格だが、分からない事やフォローしきれない仕事は周囲に報告しない。男。「サバク」のコラボレーション企画について選永市の宗森とやり取りする担当窓口にもなっている。
映画では越谷徳治（）という眼鏡をかけた48歳の男で、「サバク」の制作デスクであり、行城から頼まれ根岸と共に出版社での瞳のインタビューに立ち会ったり、越谷と行城や瞳の陰口を言う役となっており、共に行動する場面が多い。
大内（）
各話演出。行城には自分の名をうろ覚えにされた経験があり、行城のやり方に陰で悪態をつく。
結城（）
「サバク」のシリーズ構成を担当。事実上の脚本家。
後藤（）
「サバク」のキャラクターデザインを担当した作画監督。「サバク」のDVD1巻のパッケージも作画。
群野葵（）
「サバク」のヒロインであるトワコ役の声優。大学病院で働くナースが、勤務時間外にアイドル活動を行う内容のアニメ「マーメイドナース」で人気が出たことで、「サバク」の声優として起用された美末杏樹、鍵原ユカ（）ら5人組アイドル声優の1人で、5人の中でも1人だけ声優の仕事が順調に来ている。27歳、女。サバサバした物言いをする。アイドルとして見られがちな彼女らだが、自らの演技に真剣に取り組む一面も。王子とは仲が良く、彼女らの扱いに困っていた瞳に王子は、SNSやラジオ番組をチェックすることや、葵を味方にすることの重要性をアドバイスするなど、一定の評価を得ている。原作では、ミニスカートに革ジャンといった服を人前では着る。短編「次の現場へ」にも登場。
映画では24歳で、瞳からアフレコで叱咤されるなど原作で杏樹が担っていた役柄も一緒になっている。
美末杏樹（）
「サバク」に登場する6年生・マユ役の声優。女。瞳からアフレコで叱咤される。5人組アイドル声優の1人。アニメ好きであり、仕事には誠実に向き合う一面もある。本名は、加藤杏子（）。後々、意外な人物と結婚する事となる。短編「次の現場へ」にも登場。
春山雄高（）
「サバク」の主人公でパイロットであるタカヤ役の声優。男。
御影（）
「サバク」のもう一人の主人公でパイロットであるリュウイチの声優。男。
道野（）
「サバク」と同時並行のアニメにおいて行城が掛け持ちでプロデューサーを担当する、トウケイ動画のベテラン監督。男。「ピンクサーチ」の総監督だった頃は、各話演出だった瞳と何度も喧嘩になった。
白井（）
映画版に登場。「サバク」の編集。髪が赤毛の45歳の女性。内容を変更したいと打ち合わせで口にした瞳が、反対意見に押し切られそうになった際には、瞳に助け舟を出す。
前山田修（）
映画版に登場。「サバク」の脚本を担当。眼鏡をかけた58歳の男。作品制作のために何ができるかを試行錯誤する。
二宮（）
映画版に登場。「サバク」の撮影監督。眼鏡をかけた男。瞳からの相談には、何パーセントなのかと具体的な数字での指示を欲する。瞳からの修正には「勘弁してよ」と逃げる時もある。
河村（）
映画版に登場。「サバク」の作画監督。42歳の男。瞳からの相談には「演技はパッションだよ」と語り、数字など具体的な言葉よりも擬音やジェスチャーなどでの指示を欲する。
青嶋（）
映画版に登場。「サバク」の色彩設計。眼鏡をかけた女性。瞳からの色の相談をされた際は、コバルトブルーなのかセルリアンなのかイージアンなのかと、具体的な色の名称での指示を欲する。
仁木（）
映画版に登場。「サバク」の美術監督。気だるげな返事を返す、物静かな女性。
中島愛美（）
映画版に登場。「サバク」の制作進行。企画営業本部・テレビ企画部テレビ室の制作進行2年目。福岡県出身の女性。現場を動き回る。映画本編以外では、東映アニメーションを訪問するPR動画にも出演。
増田（）
映画版に登場。「サバク」の制作進行を担当する、若者の男。中島と共に現場を動き回る。
横橋詠一（）
映画版に登場。「サバク」の音響スタッフとして、アフレコ現場を仕切る男。

### ファインガーデン従業員
並澤和奈（）
第3章「軍隊アリと公務員」の主人公で、原画を描くアニメーター。新潟県選永市にある「ファインガーデン」という、原画と動画のみを行い「サバク」「リデル」「サマーラウンジ・セピアガール」など同時期に放送されるアニメの仕事も同時進行で引き受ける、元中学校が社屋の小さな会社に所属している。酒蔵の寮だったため麹の甘い匂いが今も微かに残る社員寮で暮らし、自転車通勤。東京の下町生まれ。絵を描くのが好きな26歳の小柄な女性で、作中冒頭時点で彼氏はいない。普段は、ボサボサの髪はシュシュでまとめ、ジーパンとシャツとパーカーといったラフな服を着る。眼鏡をかけており、ボーダーシャツにピンクが入っているだけでちょっと抵抗があるというくらいの女子力の低さを誇る。自分に自信が無く、オタク気質だと自認している。人海戦術のアニメ業界において、自分は監督やプロデューサーらを支える軍隊アリだと自認しており、己の立場を踏み越えないことを信条としている。327年の歴史を持ち、地元の商工会や銀行など選永市にゆかりのある団体が、それぞれ笹舟を大きくしたような木製の舟を職人と1年かけて作り、独特の節回しで舟の成り立ちや、かけた思い等を読み上げる舟謡（）の後、岩場がある流れが急な選永川を無人の舟が一日何艘も下り、乗り上げたり壊れる事無くどこまで下れるか皆で見守りつつ、舟の破片には無病息災の御利益が壊れてから1年間あるお守りとして持ち帰る風習があり、毎年十万人の観客やテレビ局も来る新潟県選永市の全国的に有名な夏の祭り「河永（）祭り」すら全く知らない程、元々は外で何かする事に徹底的に興味が無い性格。自身の原画が「神原画」として騒がれており、「サバク」に関してもアニメ雑誌の表紙、ポスター、DVDのパッケージなどの重要な仕事を数多く依頼され、「リデル」の原画も多く手掛ける。「サバク」は選永市を舞台のモデルにしており、社命によりアニメの聖地化を目指す選永市観光課の公務員・宗森周平と交流するようになる。
映画では23歳で眼鏡をかけていない。
関（）
経営が危うくなったアニメ会社「スタジオみるきーきゃんでぃ」から原画部署を引き抜き独立し、王子と瞳、ライバル会社両方の仕事を手掛けるアニメ原画スタジオ「ファインガーデン」で働く原画担当の男。チーフ。
映画では関義幸（）であり、「ファインガーデン」の社長でもある45歳。
古泉（）
ファインガーデンの社長。従業員には、状況に応じて科（）を作った声で語る。男。映画には未登場。

### その他の人物
宗森周平（）
新潟県選永市観光課の職員。実年齢より年上に見られる30歳で、大柄な体の男。スポーツ刈りで肩幅が広く、作業着のズボンの上は、日焼けした腕のTシャツを捲り上げ働く。姿勢は正しく、挨拶の声も大きい。高齢者をはじめ地元の多くの人達に愛され信頼されつつ、地元の人が言うと「えるなが」に聞こえる選永市で、スタンプラリーやサイダーや聖地巡礼マップなど「サバク」とのコラボレーションに心血を注ぎ、市役所に届いた重いサイダーの箱を担ぎ真夏に何箇所も届けて回るなど、地元のためを思い地元に根差し働く。子供の頃、アニメはドラゴンボールや北斗の拳などを観たきりで全然観ず、外で遊ぶ事が好きだった。アニメも漫画も読まないため、アニメの絵は機械が描くものだと思っていた。私生活ではニコニコ動画で記者会見などを視聴する事もある。叔父は自転車屋。ファインガーデンのロビーで、和奈らアニメーター数人が「サバク」最終話を視聴する場にも参加する。原作では、実は観光課である困った立場に置かれている。
映画では、埼玉県秩父市観光課の職員で、髪型もスポーツ刈りでは無い27歳。
アサミ
宗森の幼稚園時代の親友の元彼女で、選永市の駅前の商店街において焼き鳥の居酒屋を経営している。容姿端麗。店は宗森行きつけとなっており、カウンターに加え奥の座敷にテーブルが3つある。映画には未登場。
選永市商工会副理事長
自社以外の酒造メーカーにも声をかけ、独自のルートで日本酒を国外に輸出する事業に力を入れる、とある酒造会社の社長であるイケメンの中年男性で、選永市商工会の副理事長。愛車は赤いポルシェ。国外出張も多く多忙な生活だが、放送中のテレビアニメも複数視聴するなど、アニメにも理解を示す。酒造協会に所属する立場として、全国的に有名な地元の祭りに参加。ある人物と関係がある。映画には未登場。
明子（）
市街地から車で1時間かかり、すずらん鉄道の駅から近い観光名所である鍾乳洞において、観光協会のアルバイトとして小さな祠になっている入口の券売所でもぎりをやっている、おかめ顔で巫女装束のコスプレをした、おっとりとした声と話し方をする中年女性。ある人物と関係があり、地元の祭りのための浴衣を用意するなど、祭りに参加する女性人物たちの世話を焼く。息子が高校へ行きたくないと言った時期は、後輩である宗森が毎朝迎えに来ていた。映画には未登場。
長崎（）
「サバク」の劇中で登場した田園地帯において自らの水田で畑仕事をする、選永市のおじいさん。宗森のためにと、スタンプラリー実現のため協力する。
逢里哲哉（）
大手のフィギュア制作会社「ブルー・オープン・トイ」こと略称「ブルト」の企画部部長。ルックスも良い29歳、男。オシャレ好きで、眼鏡をかけている。フィギュアの原型師でもある。和奈が描く原画の大ファン。ブルトは「リデル」の製作委員会にも企画段階から参加して金を出している。アニメや特撮が好きな子供で、そのおもちゃのロボットやソフトビニール人形、3歳年上の姉が持つキャラクター人形やドールハウス、博物館に展示された街並みのジオラマに興味を持つ。中学生の頃にはアニメのフィギュアを購入したり自作したりメーカーや造形師を覚える。高校生の頃には、年に一度のフィギュア業界の大展示会「ドール・ソニック」へ作品を出品。専門学校を卒業後、20歳で今の会社に入社し広報担当を経て部長になった。原作では、ある人物のある作業に手を貸す。短編「執事とかぐや姫」にも登場。
映画では、名前が逢里哲也になっており、28歳で眼鏡をかけていない。
鞠野カエデ（）
「ブルト」で一番人気の腕を持つの人気フィギュア原型師。和奈が、かぐや姫のようだという印象を持つほどのオシャレで容姿端麗な、長身で長い黒髪の女性。原作では、逢里と共にある人物のある作業に手を貸す。短編「執事とかぐや姫」にも登場。映画には未登場。
紅葉（）
ある作業場に迷い込んだ、ボーダーシャツにフリルのスカートを着た4～5歳くらいの少女。ある人物の娘で、作業風景を見るのを好む。お絵かきボードに和奈から「リデル」の絵を描いて貰う。短編「執事とかぐや姫」にも登場。映画には未登場。
宮森（）
映画版に登場。アニメショップの店員で逢里と仲が良く、並澤の仕事が神原画と呼ばれている事を知っているなど、アニメに詳しい。眼鏡をかけた27歳の男。
安原（）
アニメ雑誌「アニメゾン」の編集者。瞳の作品を追いかけてきたファンでもある。
野々崎努（）
トウケイ動画に所属していた頃に総監督を行い、瞳がアニメ業界を志したきっかけとなったアニメで、瞳の育った団地と似た街に住む小学生の少年たちがバタフライというロボットに搭乗し、宇宙からの侵略者と闘う作品「ミスター・ストーン・バタフライ」こと略称「バタフライ」が代表作のアニメ監督。13年前から始まったこのアニメは、2クールの予定が4クール以上に伸びた程、トウケイ動画で当時一番の人気作だった。現在はアニメ制作会社「オフィス・ラグーン」代表。黒眼鏡で髭を生やし、クマのようにすんぐりした体型の男。短編では、ある人物と共に仕事をしており、「バタフライ」の流れに連なるアニメ映画「ピーコック」を監督している。短編「声と音の冒険」と「ハケンじゃないアニメ」に登場。映画には未登場。
遠藤（）
野々崎と組んで長いトウケイ動画のプロデューサー。短編「声と音の冒険」に登場。映画には未登場。
香取（）
「バタフライ」の若手の進行プロデューサー。短編「声と音の冒険」に登場。映画には未登場。
君嶋尚彦（）
トウケイ動画時代に「ジェイロイド」という代表作で、「リデル」の音響監督である五條がミキサー助手として関わった監督。既に独立。短編「声と音の冒険」に登場。映画には未登場。
笹尾（）
「バタフライ」の主人公であるシノブ役の声優。短編「声と音の冒険」に登場。映画には未登場。
ザクロ
団地の公園に捨てられていた黒猫。毛が少し赤く見えるため、塾のテキストに載っていた小説「柘榴の木」で登場した赤黒い実という表現が頭に浮かび、太陽らからザクロと名付けられる。飼い主を探していた同じ団地に住む小学生の太陽らから、瞳が引き取り、今は丸々と太っている。綺麗な鳴き声で、毛並みは濃い茶色。穏やかな性格だがシャワーは嫌う。
冨田太陽（）
猫のザクロの飼い主を探すため団地内を一軒一軒回り、同じ団地の瞳に託す、水色のランドセルを背負った小学5年生。男。母から隣りの学区にある塾に通わされているため、爽平と順太とは違う学校だが塾が同じ。漫画や小説など遊びの本は母から禁止され、図書館で借りるのも図鑑などでなければ怒られる。短編「夜の底の太陽」にも登場。
映画では9歳で、瞳の隣りの部屋に住んでいる。
爽平（）
太陽の友人で猫を一緒に拾った。順太とは学校も塾も同じ。盗賊ことシーフのシュンが主人公で、10年近く前から日曜日の朝にトウケイ動画製作のアニメも放送されている、週刊キックの大人気漫画「タイムマジック」が好きな小学5年生。「リデル」も毎週視聴している。大人に対しても礼儀正しい。短編「夜の底の太陽」にも登場。
順太（）
太陽の友人で猫を一緒に拾った。爽平とは学校も塾も同じ。「サバク」を毎週視聴しており、サバクのおもちゃやカードゲームも所持している小学5年生。親がアニメ、特撮、アメコミ好き。「タイムマジック」も好き。威勢のいい口調に反して人見知りで臆病な一面もある。短編「夜の底の太陽」にも登場。
田口（）
短編「九年前のクリスマス」に登場。和奈の高校時代のクラスメイトで、教科書をよく忘れるため和奈から物の貸し借りに伴い口を聞くくらいの間柄になる。和奈が教科書に書いていた肖像画を目にし、「漫画家になれる」と褒め讃える。映画には未登場。
和山和人（）
幼児向けアニメや境域アニメを多く手掛けるアニメ制作会社「パステルスターズ」で6年勤務するプロデューサー。斎藤瞳が手掛けたアニメの大ファンで、瞳とは同世代。男。「お江戸にニイ太」を主に担当。短編「ハケンじゃないアニメ」に登場。映画には未登場。
七神昇平（）
パステルスターズの創業間もない頃から勤務しているベテランプロデューサー。60歳、男。にこやかな笑顔の人物で、部下相手にも偉ぶらず、意見を聞いて尊重する。ふくよかな腹をしている。「お江戸にニイ太」をアニメ立ち上げの頃から支える。アニメ化に乗り気でなかった原作者の左近寺のもとに足繁く通い実現させた過去を持ち、左近寺の信頼も篤い。短編「ハケンじゃないアニメ」に登場。映画には未登場。
岩井（）
パステルスターズの古参の作画監督。「お江戸にニイ太」に関わる。短編「ハケンじゃないアニメ」に登場。映画には未登場。
左近寺誠（）
江戸時代を舞台に、両親がいないため寺子屋の先生で平賀源内をモデルにしたと思われる天才発明家の大賀源頼（）と暮す主人公の新吉（）が、猫に見せかけた二頭身の精巧なカラクリロボット・ニイ太がロボットである事を隠しながら、悪代官に飼われたライバルの犬のキャン助、悪代官の娘である雪姫、将軍様の飼い猫でニイ太が恋するミイなどに囲まれながら、子供たちの友達であるニイ太と日常生活を送る漫画「お江戸にニイ太」を生み出した漫画家。貫禄のある風貌の男。80歳。藍色の着流しなど、普段から和装を好む。自宅は、中野にある左近寺プロダクションの真横にある。「お江戸にニイ太」は金曜日午後4時に放送され、ゴールデンウイーク前後に劇場版が毎年公開され、年末には放送枠を拡大して「おおみそかニイ太スペシャル」が毎年放送されるなど、子供が大人に成長する過程で誰もが一度は通ると言われる程の人気を誇る、30周年の長寿アニメとなっている。短編「ハケンじゃないアニメ」に登場。映画には未登場。
中里りん（）
ニイ太を演じるベテラン声優。短編「ハケンじゃないアニメ」に登場。映画には未登場。
奥井（）
3年前にパステルスターズを退社した、和山の五期上の先輩。和山を自社に引き抜こうと誘う。短編「ハケンじゃないアニメ」に登場。映画には未登場。
赤羽環（）
チヨダ・コーキの著作「V.T.R.」のアニメ映画において、脚本を担当。どちらかと言うと実写の現場が中心の、国外の映画祭での受賞経験がある人気脚本家。チヨダの友人であり、チヨダや王子の大ファン。小柄で容姿端麗。女。気の強い勝気な性格。短編「次の現場へ」に登場。映画には未登場。
井上（）
後々、香屋子が関わる事になる、高校のソフトボール部を舞台にした人気少年漫画「ソフィア・バレット」の、スタジオえっじが手掛けるアニメにおいて監督を務める。短編「次の現場へ」に登場。映画には未登場。
澤田和己（）
ベテランのフリーアニメーター。以前から知り合いだった王子からの強い推薦により、「リデル」の現場で原画を描く。周囲を戸惑わせる程、ネガティブな発言が多い。関西弁で話す関西人。頭にバンダナ、派手な柄のシャツ、派手な色彩のパンツといった出で立ちの、大柄な体躯の男。川島から師と慕われている。短編「次の現場へ」に登場。
愛（）
瞳の回想に登場する7歳の少女。同い年の瞳に魔法少女のスティックをあげようと声を掛ける。愛という名前は、映画版においての設定。

## レジェンドアニメ!
映画版の公開記念として発売されたスピンオフ小説集。書き下ろしを含む、短編6作品が収録されている。
辻村は執筆にあたり、AUDIO PLANNING U・田中章喜、ytv Nextryのエグゼクティブ・プロデューサー・諏訪道彦、G2及び舞台『ハケンアニメ!』のスタッフやキャストらに力添えしてもらったと感謝を述べ、アニメ監督・松本理恵と八鍬新之介にも、取材を超えて共に時間を過ごす中で教わったことがたくさんあったと感謝を述べている。

### 九年前のクリスマス
『an・an』1885号に掲載。
ハケンアニメ!単行本では、6万部突破・特別帯と10万部突破・特別帯の帯裏に、この短編が印刷された。
『ハケンアニメ!』から9年前のクリスマス時点での香屋子、瞳、和奈それぞれの悔しさ、嬉しさなど三者三様の様子が描かれている。

### 声と音の冒険
『an・an』2332号から2335号に連載。
王子監督の「運命戦線リデルライト」が最終話を迎え、笑顔がこぼれる音響監督の五條は、王子と仕事で付き合い始めた12年前の、若く不器用だった王子とのことを振り返る。

### 夜の底の太陽
『an・an』1951号に掲載。
厳しい母親によりアニメなど様々なものを制限されている小学5年生の冨田太陽は、塾の友達と公園で猫を拾い飼い主を探すも、なかなか見つからないが、とある人と出会う。

### 執事とかぐや姫
ダ・ヴィンチ2015年3月号や日本たばこ産業ウェブサイト「ちょっと一服ひろば」に掲載されていた内容を、加筆修正して収録。ハケンアニメ!文庫版にも、この短編が収録されている。
4年前、フィギュア会社の広報・逢里哲哉は、会社の晴れ舞台でミスを犯し肩を落とすが、そのイベントで憧れの造形師である鞠野カエデを見つけ驚き、思わず声を掛ける。

### ハケンじゃないアニメ
レジェンドアニメ!単行本用の書き下ろし短編。本当のハケンアニメとは何か？が分かる内容になっている。
長寿アニメ「お江戸のニイ太」は、成長の過程で誰でも一度は観たことがあると言われるほどの人気作だが、今が旬のアニメではないため覇権争いとは無縁の存在。30周年を記念したオープニングを作成するにあたり、監督を引き受けたのはなんと瞳で・・・

### 次の現場へ
『an・an』2204号から2207号に連載された「次の現場、SPECIAL」を改題して収録。
アニメーターの新郎と、人気声優の新婦による結婚式において、列席者として加わるアニメ業界関係者の中に、香屋子と王子の姿もあった。この日を迎えられて良かったと喜ぶ香屋子は、つい先日までのことを振り返る。

## 書誌情報
- 辻村深月『ハケンアニメ！』マガジンハウス、2014年8月22日第1刷発行（同日発売[34]）、ISBN 978-4-8387-2690-5
- 辻村深月『ハケンアニメ！』マガジンハウス〈マガジンハウス文庫〉、2017年9月6日第1刷発行（同日発売[35]）、ISBN 978-4-8387-7100-4
- 辻村深月『レジェンドアニメ！』マガジンハウス、2022年3月3日第1刷発行（同日発売[36]）、ISBN 978-4-8387-3197-8

## 舞台
吉本興業が企画し、G2の脚本・演出により、2019年（令和元年）10月から11月にかけてクールジャパンパーク大阪、紀伊国屋ホールで上演された。

### あらすじ（舞台）
アニメ制作会社・スタジオえっじのプロデューサーである有科香屋子は、天才・王子千晴を次のクールに放送されるアニメ「運命戦線リデルライト」の監督に起用。制作進行としてスタジオえっじに入社したての川島加菜美や、原画アニメーターの澤田和己などのスタッフらは、強いこだわりを持ちストイックな仕事の王子監督の下、振り回されてトラブルが連続する日々。仕事と割り切り能率重視で進めようとするアニマーケットのプロデューサー・垣内政信と対立が増していく状況下で、アニメの完成を揺るがす事件が起こる。

### 出演者
- 川島加菜美（スタジオえっじ制作進行の新入社員、主役） - 大場美奈
- 王子千晴 - 小越勇輝
- 澤田和己（原画アニメーター） - 山内圭哉
- 江藤晋矢（スタジオえっじ社長） - 市川しんぺー
- 黒木智志（出版社編集） - 三上市朗
- 迫水孝昭（アニメーター・作画監督） - 菅原永二
- 有科香屋子 - 町田マリー
- 相模梢（インターネット局ディレクター） - 幸田尚子
- 垣内政信（アニマーケット・プロデューサー） - 小須田康人

## 映画
2022年（令和4年）5月20日に東映系で公開された。監督は吉野耕平、主演は吉岡里帆。原作者の辻村も映画製作には企画段階から意見を提供するなど、積極的に携わっている。

## 漫画
2023年11月18日に漫画化された。『LINEマンガ』にて独占先行配信で連載されている。縦スクロールのオールカラー形式となっている。クレジットはプロデュース：マガジンハウス、制作：WONDER TOON LAB、作画：GEEK PICTURESの須藤萌・松下宝・ほこら。王子とアニメプロデューサー・有科香屋子を中心に描いた内容である。